# Hibakeresési minta
Egy hibakeresési minta ismertet egy sor általános lépést arra, hogyan javítsuk ki a hibákat (bug) egy szoftverrendszerben. 
A hibaminta egy bizonyos típusú minta. Eredetileg a minta fogalmát úgy vezette be a tervezője, Christopher Alexander, mint egy tervezési mintát.
Néhány példa a hibakeresési mintákra:
- A zajminta kiküszöbölése - Különítsen el és fedezzen fel egy adott hibát azáltal, hogy megszünteti az összes zajt a rendszerben. Ez lehetővé teszi, hogy a fő hibára koncentráljon.
- Ismétlődő hibaminta - Fedezze fel a hibát egységtesztelés segítségével. Futtassa az egységtesztet a programozás elejétől kezdve. Ez biztosítja, hogy a hiba ne ismétlődjön meg.
- Időspecifikus hibaminta - Fedezze fel a hibát egy folyamatos teszt írásával, amely folyamatosan fut, és sikertelen, ha egy várható hiba bekövetkezik. Ez átmeneti hibák esetén hasznos.

## Fordítás
Ez a szócikk részben vagy egészben  a   Debugging pattern című angol Wikipédia-szócikk ezen változatának fordításán alapul.  Az eredeti cikk szerkesztőit annak laptörténete sorolja fel. Ez a jelzés csupán a megfogalmazás eredetét és a szerzői jogokat jelzi, nem szolgál a cikkben szereplő információk forrásmegjelöléseként.